# Vicente Martín y Soler
Pour les articles homonymes, voir Soler.
Vicente Martín y Soler (2 mai 1754 à Valence (Espagne) et mort le 30 janvier 1806 à Saint-Pétersbourg (Empire russe)) est un compositeur espagnol d'opéras et de ballets.
Bien que relativement oublié aujourd'hui, il était comparé à son époque favorablement à son contemporain, Mozart, en tant que compositeur d'opera buffa, d'où son surnom de « le Mozart valencien »[réf. nécessaire]. Ses œuvres les plus connues restent d'ailleurs les opéras comiques qu'il composa à Vienne avec le librettiste Lorenzo da Ponte : Una cosa rara (1786, d'après la pièce La Luna de la sierra de Luis Vélez de Guevara), Il burbero di buon cuore (1786, d'après la pièce de Carlo Goldoni), L'arbore di Diana (1787). C'est également lui qui introduisit la valse à Vienne (dans Una cosa rara).

## Biographie
Martín y Soler étudie la musique à Bologne avec Giovanni Battista Martini. Son premier opéra, Il Tutore burlato (Le Tuteur moqué), une adaptation de La Frascatana de Giovanni Paisiello lui-même tiré de la pièce, du même nom, de Filippo Livigni (it), est créé en 1775. Le livret est par la suite traduit en espagnol et adapté sous forme d'une zarzuela intitulée La Madrileña o El tutor burlado, dont la première est donnée à Madrid en 1778.
En 1777, il se rend à Naples pour composer son premier ballet pour le teatro San Carlo. Durant cette période, il travaille avec le chorégraphe Charles Le Picq pour composer quatre ballets d’action : La Griselda (1779, d'après Apostolo Zeno), Il ratto delle Sabine (17), La Belle Arsène (1781), et Tamas Kouli-Kan (1781, d'après Vittorio Amedeo Cigna-Santi). Il compose aussi deux ballets mezzocarattere (« de demi-caractère »), La sposa persiana (1778) et Il Barbiere di Siviglia (1781, d'après la pièce de Beaumarchais).
À Naples il travaille aussi avec le librettiste de la cour, Luigi Serio, à la composition d'opere serie, produisant Ifigenia (1779) et Ipermestra (1780).
En 1785, il s'installe à Vienne, où il rencontre un grand succès grâce aux opéras qu'il compose sur des livrets de Lorenzo da Ponte, qui collabore simultanément avec Mozart et avec Antonio Salieri. La musique d'Una cosa rara est d'ailleurs citée par Mozart dans la scène finale de Don Giovanni (1787).
En 1788, il est invité à la cour impériale de Russie à Saint-Pétersbourg, où il compose les opéras en russe L'Infortuné Héros Kosmetovitch (1789, livret écrit en partie par Catherine II), Melomania (90), et Fedoul et ses enfants (1791, avec Vassili Pachkevitch (en)). Durant cette période, il achève aussi deux opéras en italien : La capricciosa corretta (1795, livret de da Ponte, probablement adapté de La Mégère apprivoisée de Shakespeare) et La festa del villaggio (1798). Il compose aussi nombre de ballets tragiques dont Didon abandonnée (1792), Amour et Psyché (1793, inspiré des Psyché de Molière, Corneille et Philippe Quinault), Tancrède d'après Voltaire et Le Retour de Poliorcète (1799).
Il meurt à son poste de compositeur de la cour en 1806, contribuant avec Giuseppe Sarti à créer l'opéra russe, selon le souhait de Catherine II. Son opéra Una cosa rara, très spectaculaire du fait de son style combinant le buffa (le style bouffe) napolitain et la vigueur espagnole, est encore de nos jours enregistré et représenté, spécialement à Barcelone et en Italie.